# Botryobasidium pteridophytorum
Botryobasidiaceae pteridophytorum é uma espécie de fungo pertencente à família Botryobasidiaceae.